# Mademoiselle s'amuse
Pour plus de détails, voir Fiche technique et Distribution.
Mademoiselle s'amuse est un film français réalisé par Jean Boyer, sorti en 1948.

## Synopsis
Christine Gibson, dont le père est un richissime homme d'affaires américain, est une enfant gâtée et capricieuse. À son père qui lui demande ce qu'elle souhaite pour son 19e anniversaire, elle répond qu'elle souhaite avoir l'orchestre de Ray Ventura à demeure. Le père qui lui passe tout accepte. L'orchestre de Ray Ventura accompagne donc Christine dans tous ces faits et gestes de la vie quotidienne ainsi que dans ses virées à l'extérieur (golf, équitation, magasin de luxe, grand restaurants …). Tout se passe d'abord dans la bonne humeur, jusqu'au jour où les caprices de mademoiselle deviennent exaspérants. Les musiciens craquent, s'en vont et se dispersent. Quelques jours après Christine se rend chez Ray Ventura pour s'excuser. Après pas mal d'hésitations, il veut bien l'aider à reconstituer l'orchestre, les membres hésitent puis finissent par accepter. Tout l'orchestre est bientôt rassemblé sauf un qui joue dans une boite malfamée, le Balafred. Ray Ventura la dissuade d'y aller mais elle s'y rend tout de même. Là elle se fait draguer par un souteneur sous l'œil de Fifi, sa régulière qui se sent humiliée. Mais voilà que la police fait une descente dans l'établissement et embarque au commissariat tous ceux qui n'ont pas de papier sur eux. Christine se retrouve donc au poste et clame qu'elle est Christine Gibson, fille de milliardaire. Les policiers font une vérification téléphonique chez elle, et décide de la libérer, son ex-petit ami décide d'aller la chercher. Mais le souteneur qui sort du commissariat en même temps que Christine lui propose de l'accompagner en taxi. En fait il l'a séquestre dans un hôtel borgne. Sur ces entrefaites, Fifi, qui a retenu l'identité de Christine, se rend à son domicile et propose de donner le nom de l'hôtel où est la jeune femme contre quelques billets. C'est tout l'orchestre de Ray Ventura qui se met à jouer la sérénade au pied de l'hôtel, et quand le souteneur en sort il se retrouve coincé. Tout est bien qui finit bien.

## Fiche technique
- Réalisation : Jean Boyer
- Scénario et adaptation : Jean Boyer
- Dialogues : Serge Veber
- Assistant réalisateur : Jean Bastia
- Photographie : Charles Suin
- Cadreur : Walter
- Assistant opérateur : Jean Castagnier
- Musique : Paul Misraki - Parolier : André Hornez
- Chansons : Maria de Bahia, Sans vous, Armstrong, Duke Ellington, Cab Calloway, Nous aussi (éditions : Impéria)
- Décors : Jacques Colombier
- Son : Lucien Lacharmoise, assisté de Guy Villette et Pierre-Henri Goumy
- Montage : Fanchette Mazin
- Script-girl : Paule Converset
- Régisseur : André Guillot, Dupont
- Photographe de plateau : Alexandre Sova
- Production : Hoche-Productions
- Directeur de production : Jean Darvey
- Distribution : Les Films Corona, puis Tamasa Distribution
- Distribution DVD : L.C.J. Productions et Editions (2007)
- Tournage dans les studios de Photosonor. Les scènes d'aviation sont réalisées avec le concours d'Air France
- Enregistrement sonore Discofilms - Système Charollais - Picot
- Mixage : Jacques Carrère
- Tirage : L.T.C
- Format : Noir et blanc — 35 mm — 1,37:1 — Son : Mono
- Durée : 95 minutes
- Genre : Comédie musicale et comédie
- Date de sortie : 
  - France : 30 janvier 1948
- Visa d'exploitation : 6364 (Tous publics)

## Distribution
- Ray Ventura et ses collégiens (parmi lesquels : Henri Salvador, Max Elloy, etc.)
- Gisèle Pascal : Christine Gibson, la richissime enfant gâtée
- Jeanne Fusier-Gir : Mlle Agathe, la gouvernante
- Bernard Lancret : Le docteur Jacques
- André Randall : Mr Gibson, le père
- Jeannette Batti : Fifi
- Catherine Gay : Thérèse, la servante
- Georges Lannes : Georgey
- Henri Legay : Le chef
- Nicolas Amato : Un domestique
- Georges Tourreil : Le commissaire
- Christiane Barry : Edith
- Germaine Reuver : La cuisinière
- Jacqueline Huet : Une jeune femme au buffet du bal
- Marguerite de Morlaye : La marquise traversant la rue
- Marcel Loche : Le garçon
- Frédéric O'Brady : Un invité de Mr Gibson
- Grégory Chmara : Un invité de Mr Gibson
- Marcel Charvey : Le chef cuisinier
- Léon Bary : Le gérant
- Lucien Hector : Un domestique
- René Stern Le proviseur du lycée
- Julien Maffre : Un dur
- Roland Bailly : Gégène
- Rivers-Cadet : Un agent
- Maurice Regamey : Un homme au bal
- Louis Dehaes
- Henri Frigard
- Guy Paquinet : un membre de l'orchestre
- Max Blanc : un membre de l'orchestre
- Gérard Lévecque : un membre de l'orchestre
- Charles Verstraete: un membre de l'orchestre
- Roger Fisbach
- Raoul Courdesse
- Guy Saint-Clair
- Janine Clairville
- René Sauvaire
- Georgé